# 中國—意大利關係
中国—意大利關係（義大利語：Relazioni bilaterali tra Italia e Cina），是指歷史上的中國和意大利、以至中华人民共和国和意大利共和国之間的雙邊關係。中国和意大利在汉朝和古羅馬時已有交流，而現代的中意两国於1970年11月6日正式建交；中华人民共和国於米兰和佛罗伦萨设有总领事馆，而意大利在上海、香港、广州以及重庆设总领事馆。在中华人民共和国外交分级中意大利属于全面战略合作伙伴，两国设立有中意经济合作混委会、中意企业家委员会等经贸对话机制，截止至2023年意大利是中国在欧盟的第四大贸易伙伴，中国是意大利在亚洲的第一大贸易伙伴。

## 歷史

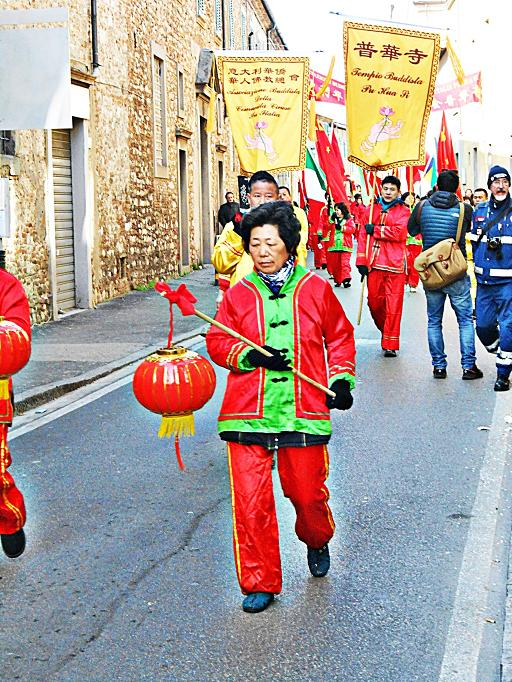
義大利華人過春節

### 古代
中國和意大利之間的關係可追溯至漢朝。漢和帝時，班超派遣使者甘英出使大秦；漢桓帝時，羅馬帝國第十六任皇帝馬爾庫斯·奧列里烏斯遣使前往洛陽，使者向漢帝獻上犀角、玳瑁、象牙等古羅馬帝國的奇珍異寶。其後，大秦有商人在三国时期到訪孫吳建业（即現今的南京市），向吴王孙权介绍大秦风土人情。晋武帝时，羅馬皇帝派遣使者前往洛阳，向晋朝送赠大秦的产物；唐太宗时，羅馬再次遣使到唐朝，送赠赤玻璃、孔雀石、金精等物，唐太宗則向使者回赠绫绮。古罗马人和罗马史籍称中国为「丝绸之国」。歷史上，罗马花費重金向中國購買丝绸，大量中国丝绸經由丝绸之路输到罗马，以供皇帝、贵族衣著之用。
元朝時，意大利威尼斯人马可·波罗經丝绸之路到中国，為元朝政府效力，返回威尼斯後撰寫游记；马可波罗的游记把元朝政治、中國的物产和风俗详细地记录下來，向西方介绍了中国的文明。元世祖（即忽必烈）更寫信給教宗，請他派遣通曉七藝的教士來華，如果他們能夠證明基督宗教是最好的宗教，蒙古帝國舉國上下的臣民都會皈依基督、服事教會；元世祖託马可·波罗把這封信轉交予教宗。

### 近代
清朝末年，意大利是八國聯軍的其中一個參戰國，與日軍共同負責把守山海关镇西门。此外，意大利亦曾強行租借天津。1866年清政府和意大利签署通商条约。

### 中华民国时期
1930年代初，墨索里尼掌權的意大利王国和蒋介石領導的中華民國有良好的关系，兩國贸易積極发展；可是，意大利於1937年11月加入簽署《反共产国际协定》，與納粹德國和大日本帝國成為轴心國。蒋介石对意大利與日本同盟相当反感，中意关系疏远。當時，中日之間的战争一触即发，意大利方面擔心中日开战會影響到意大利租界，因此派军舰和兵員来华，增强租界的防御力量；最後，義大利軍隊投入中國的兵力共約1200人。
1940年9月，意大利拘捕約200名华侨，他們被分別羈押在两个集中营，但白天時可以在城裡自由活動；1941年12月7日，日本偷襲珍珠港，12月11日中華民國國民政府隨美國向德意日宣战，中意正式斷交。1943年末，意大利反法西斯游击队解放集中营，营內的华侨有的在意大利成家立室、有的則返回中國定居。

### 中华人民共和国时期
中華人民共和國與意大利共和國在1964年末签定协议，互设非官方商务代表处，並於1970年11月6日建交；建交後，中意两国在不同领域均发展了合作关系，政治互信亦不断地加强。2010年10月7日，中华人民共和国国务院总理温家宝与意大利总理贝卢斯科尼共同出席中意建交40周年庆祝活动暨“中国文化年”开幕式并致辞。
在2020年的新型冠状病毒疫情中，兩國皆為對方提供了物资的援助。
路透社2022年6月7日报道，意大利总理德拉吉在一项涉及中企的交易中否决了意大利公司向该家中国公司转让技术和软件的决定。
2023年12月，意大利正式退出中国的一带一路项目，同时意大利政府强调，尽管退出“一带一路”，但意大利仍希望与中国保持良好关系。
2024年7月4日至6日，意大利工业部长阿道夫·乌尔索访问中国，是意大利退出一帶一路後首位到訪中國的高級官員，期间乌尔索会见东风汽车集团有限公司、奇瑞汽车股份有限公司、中城工业集团有限公司、潍柴集团等多家中国企业的高管，意大利政府表示,乌索尔此行主要是为了促进中意两国关系平衡为两国产业协同新方向奠定基础，但外界则认为此行是为意大利梅洛尼访华铺路。
2024年7月27~31日，时任意大利總理梅洛尼访问中国；于28日会见中国国务院总理李强，表示愿和中国加深经贸合作关系；于29日会见中国国家主席习近平，称中国为国际“重要对话者”。

## 經貿關係
中国出口到意大利的商品的類別（2013年）
資料來源：
中国出口到意大利的商品的類別（2019年1-9月）
資料來源：
2001年，中意两國雙邊贸易總额為77.82亿美元；2013年，两國的雙邊贸易總额比12年前上升逾5倍，達437.3亿美元。其中，意大利到中国的出口總额為130.4亿美元；中国到意大利的出口總额為307亿美元，成為該国第三大的进口来源地。意大利出口到中国的主要商品為机电产品，而中国出口到意大利的商品主要有机电产品、纺织品及原材料；中国产品在意大利的主要竞争对手為德国、罗马尼亚、法国等国家的产品。
中意兩國的一些企業簽署有合作協議，例如中兴通讯和意大利国家电力公司在2014年末签訂协议，在电动车、智能輸電網路和可再生能源等领域展開合作；兩國的医药业界也曾舉行对话交流活動，以加強雙方合作的意愿。截至2013年末，意大利共有5023个在华投资项目，实际投入的資金有60.45亿美元，而中國在意大利的非金融类直接投资額為6.5亿美元。
2019年，意大利同中国签署「一带一路」谅解备忘录，以加深双方经贸关系。到了2023年5月，時任義大利總理喬治亞·梅洛尼稱將於年底前退出一带一路。2023年7月30日，时任意大利国防部长克罗塞托表示该国2019年加入中国的“一带一路”倡议是“草率、糟糕透顶”的决定。
2023年，中意两国双边贸易额为717.58亿美元，其中中国向意大利出口445.23亿美元，意大利向中国出口272.34亿美元，截至2023年意大利是中国在欧盟的第四大贸易伙伴，中国是意大利在亚洲的第一大贸易伙伴。

## 文化關係
中國在意大利設有11所孔子学院，其中第一所設於罗马大学；該学院在2006年9月29日正式成立，是全欧洲的第二所孔子学院，建院的目標為加强兩國在教育領域上的合作，以促进人民互相了解。2014年，中意兩國的有關方面开启「马可波罗计划」和「图兰朵计划」，实行预注册高校担保制以便利中国学生获得签证，降低中国学生去意大利就学的不确定性。
2006年，中國舉辦「中國意大利年」；期間，北京、上海、香港、哈爾濱、蘇州等城市有意大利音樂和舞蹈表演、意大利文史展覽、影展以及戲劇演出。
在米蘭舉行的2015年世界博覽會有3座中國展館參展，這3座展館分別為中國國家館、企業聯合館和萬科館，面積合共為6700平方米，中國亦因此成為是次世博會上參展規模最大的國家；是次世博會是中國首次以自建館形式參與、中國企業首次以獨立建館形式參與的海外世界博覽會。

## 評價

### 正面角度
人民網曾以「偉大友誼」形容中意關係；中华人民共和国驻佛罗伦萨总领事王辅国曾指，中意两国传统友好，两国人民之間的交往源远流长，双方合作不断推进。

### 負面角度
美國大西洋新聞的出版物《石英》曾有報導形容，中國正以一次一家公司的方法「收購」意大利。